# Saison 3 de Daredevil
Chronologie
Saison 2 Born Again Saison 1
Cet article présente les treize épisodes de la troisième saison de la série télévisée américaine Daredevil.

## Synopsis
Matt Murdock a survécu à l'effondrement de la tour de Midland Circle (à la fin de la mini-série The Defenders). Mais alors qu’il essaie de se faire oublier, un ancien ennemi va resurgir avec de nouveaux alliés et avec un plan destiné à détruire à la fois Matt Murdock et Daredevil.

## Distribution

### Acteurs principaux
- Charlie Cox (VF : Bernard Gabay) : Matt Murdock / Daredevil
- Deborah Ann Woll (VF : Noémie Orphelin) : Karen Page
- Elden Henson (VF : Franck Lorrain) : Franklin « Foggy » Nelson (épisodes 1 à 9 et 11 à 13)
- Joanne Whalley (VF : Isabelle Gardien) : Sœur Maggie (épisodes 1 à 3, 6 à 9, 11 et 13)
- Jay Ali (VF : Taric Mehani) : Rahul « Ray » Nadeem
- Wilson Bethel (VF : Franck Monsigny) : Benjamin « Dex » Poindexter / Bullseye (épisodes 2 à 6 et 8 à 13)
- Stephen Rider (en) (VF : Jean-Baptiste Anoumon) : Blake Tower (en) (épisodes 2, 3, 8, 12 et 13)
- Vincent D'Onofrio (VF : Thierry Hancisse) : Wilson Fisk / Le Caïd
- Ayelet Zurer (VF : Françoise Cadol) : Vanessa Marianna-Fisk (épisodes 12 et 13)

### Acteurs récurrents et invités
- Peter McRobbie (VF : Achille Orsoni) : Père Lantom (épisodes 1, 2 et 9 à 11)
- Danny Johnson (VF : Jean-Paul Pitolin) : Benjamin Donovan (épisodes 1, 3, 5 et 11)
- Kate Udall (VF : Gaêlle Savary) : Tammy Hattley (épisodes 1 à 4, 6, 7, 9, 11 et 13)
- Stephen Rowe : Nicolas Lee (épisodes 1, 3, 6, 7, 11 et 13)
- Sunita Deshpande (VF : Céline Melloul) : Seema Nadeem (épisodes 1, 3, 4, 7, 9 et 11 à 13)
- Noah Huq (VF : Clara Soares) : Sami Nadeem (épisodes 1, 7, 9, 11 et 12)
- Nandita Shenoy : Saanvi Nadeem (épisodes 1 et 7)
- Dina Shihabi : Neda Kazemi (épisodes 1 et 2)
- Chris Colombo : Mr. Kazemi (épisodes 1 et 2)
- Geoffrey Cantor (VF : Jean-Louis Faure) : Mitchell Ellison (épisodes 2, 3, 6, 7, 12 et 13)
- Matthew McCurdy : Agent Wellers (épisodes 2, 3, 7 à 9 et 11)
- Matt DeAngelis : Jasper Evans (épisodes 2 et 6)
- Deirdre O'Connell : Anna Nelson, la mère de Foggy (épisodes 2, 9 et 13)
- Michael Mulheren (en) : Edward Nelson, le père de Foggy (épisodes 2, 9 et 13)
- Peter Halpin (VF : Vincent Ropion) : Theo Nelson, le frère de Foggy (épisodes 2, 5, 9, 11 et 13)
- John Francis McNamara : Oncle Timmy, l’oncle de Foggy (épisodes 2, 9 et 13)
- Anne Carney : Tante Jeanie, la tante de Foggy (épisodes 2 et 9)
- Arden Wolfe : Nièce de Nelson (épisodes 2 et 9)
- Jonathan O’Reilly : Neveu de Nelson (épisodes 2 et 9)
- Skylar Gaertner : Matt Murdock jeune (épisode 2)
- Andy Lucien : Agent Ramsey (épisodes 2, 9 et 13)
- Don Castro : Agent Arinori (épisodes 2, 3, 9 et 11 à 13)
- Bill Winkler : Warden Riggle (épisodes 2 et 7)
- Amy Rutberg (VF : Marie Zidi) : Marci Stahl (épisodes 3, 4, 7, 9 et 13)
- Holly Cinnamon (VF : Lydia Cherton) : Julie Barnes (épisodes 3, 5, 8 et 13)
- Scotty Crowe : Agent Lim (épisodes 3, 4, 8 et 13)
- Richard Prioleau : Agent Doyle (épisodes 3, 4, 7, 9 et 13)
- David Anthony Buglione : Agent Johnson (épisodes 3, 5 à 7, 9, 11 et 12)
- Sam Slater : Agent O’Connor (épisodes 3, 6, 9 et 13)
- Royce Johnson (VF : Mohad Sanou) : Sergent Brett Mahoney (épisodes 4 et 11 à 13)
- Andrew Sensenig : Agent Winn (épisodes 4, 6, 9 et 13)
- Joe Jones : Felix Manning (épisodes 5 à 9, 12 et 13)
- Kimberli Alexis Flores : Agent Alvarez (épisodes 6 et 9)
- Matt Gerald (VF : Christophe Desmottes) : Melvin Potter (épisode 7)
- Lee Tergesen : Paxton Page (épisodes 7 et 10)
- Kelly McAndrew : Mrs. Shelby (épisodes 7, 9, 10, 12 et 13)
- Annabella Sciorra : Rosalie Carbone (épisodes 9 et 13)
- John Patrick Hayden : Jack Murdock, le père de Matt (épisode 9)
- Ezra Knight : John Hammer (épisodes 9 et 13)
- Stephen Axelrod : Latimer Zyl (épisodes 9 et 13)
- John Nania : Agent Markham (épisodes 9 et 13)
- Sharon Hope : Mrs. Mahoney, la mère de Brett (épisodes 12 et 13)

## Diffusion
Tous les épisodes ont été mis en ligne simultanément le 19 octobre 2018 sur Netflix, dans tous les pays.

## Liste des épisodes

### Épisode 1:Résurrection
- Peter McRobbie (Père Paul Lantom)
- Kate Udall (Agent superviseur du FBI Tammy Hattley)
- Sunita Deshpande (Seema Nadeem)
- Stephen Rowe (Nicholas Lee)
- Danny Johnson (Benjamin Donovan)
- Noah Huq (Sami Nadeem)
- Dina Shihabi (Neda Kazemi)
- Chris Colombo (Monsieur Kazemi)
- Nandita Shenoy (Saanvi Nadeem)
- Fajer Al-Kaisi (Nihar Nadeem)

Matt Murdock survit à l'effondrement de la tour de Midland Circle et en sort, emporté par le courant d'un égout. Il a le temps de demander à être amené à l'église du père Lantom avant de perdre connaissance. Le prêtre l'amène à l'orphelinat où il a grandi et le laisse aux soins de sœur Margaret, la nonne qui l'a élevé. Pendant sa convalescence, Matt constate qu'au-delà des blessures de son corps, il a perdu ses sens sur-développés et surtout sa foi. Sœur Maggie, qui l'a élevé dans une forme d'amour vache, lui reproche sa couardise de renoncer à sa vie passée, loin de ses amis. Karen ne croit pas à la mort de Matt et garde son appartement, mais elle ne parvient plus à payer le loyer seule et demande l'aide de Foggy, qui l'aide pour un mois.
Les jours passent, les blessures physiques guérissent et Matt retrouve peu à peu la maîtrise de ses sens. Il reprend l'entrainement physique malgré son ouïe encore affaiblie par des acouphènes. Un soir, il se risque à renfiler son costume de rue noir et arrêter deux braqueurs, qui le laissent battu au sol.

### Épisode 2:Par pitié
- Geoffrey Cantor (Mitchell Ellison)
- Peter McRobbie (Père Paul Lantom)
- Kate Udall (Chef superviseur du FBI Tammy Hattley)
- Don Castro (Agent Arinori)
- Matthew McCurdy (Agent Wellers)
- Peter Halpin (Theo Nelson)
- Deirdre O'Connell (Anna Nelson)
- Skylar Gaertner (Matt Murdock jeune)
- Dina Shihabi (Neda Kazemi)
- Andy Lucien (Agent Ramsey)
- Michael Mulheren (en) (Edward Nelson)
- Matt DeAngelis (Jasper Evans)
- Bill Winkler (Directeur de prison Riggle)
- Chris Colombo (Monsieur Kazemi)
- Antoni Corone (Commissaire de Police Chris DiMolina)

Fisk a finalement accepté de collaborer avec le FBI et permet le démantèlement de la mafia albanaise en quelques jours. L'agent Nadeem parvient à être nommé contact privilégié du Caïd, et quand Fisk est attaqué par un autre détenu, il négocie une libération et une assignation à domicile.
Karen est encore obsédée par Midland Circle mais son rédacteur en chef lui confie la tâche de recueillir le témoignage d'une star de télé-réalité, dont le père est dans le coma après avoir été agressé. Réticente, elle accepte et entend la femme dire qu'ils ont été sauvés par un combattant à mains nues habillé en noir. Elle est persuadée qu'il s'agit de Matt et retrouve Foggy en pleine réunion de famille pour le convaincre. Ce dernier voit que la boucherie familiale est dans une mauvaise passe et hésite à quitter son poste d'avocat bien payé pour les aider.

### Épisode 3:Aucune bonne action
- Geoffrey Cantor (Mitchell Ellison)
- Amy Rutberg (Marci Stahl)
- Kate Udall (Chef superviseur du FBI Tammy Hattley)
- Sunita Deshpande (Seema Nadeem)
- David Anthony Buglione (Agent Johnson)
- Don Castro (Agent Arinori)
- Matthew McCurdy (Agent Wellers)
- Stephen Rowe (Nicholas Lee)
- Danny Johnson (Benjamin Donovan)
- Richard Prioleau (Agent Doyle)
- Holly Cinnamon (Julie)
- Sam Slater (Agent O'Connor)
- Scotty Crowe (Agent Lim)
- Max Baker (Docteur Myman)
- Josiah Nolan (Agent Mockta)
- Meredith Salenger (Lily Ellison)
- Chris Carfizzi (Jason Ellison)

L'assaut des Albanais révèle au grand public l'arrangement de Fisk avec le FBI : le Caïd est assigné à résidence dans une suite luxueuse de New-York, avec service à domicile et les meilleurs plats. Karen essaie d'obtenir des informations pour un article en approchant Nadeem et découvre de son côté que Fisk a obtenu l'immeuble quelques jours avant son marché et que le précédent propriétaire est l'homme qui s'est fait agresser dans la rue, sauvé par Daredevil. Foggy apprend également la libération de Fisk et veut soutenir Blake Tower pour lancer un recours et le renvoyer en prison, mais le procureur est trop occupé par sa réélection.
Ayant récupéré son ouïe fine, Matt décide d'infiltrer l'hôtel où est retenu Fisk, convaincu que la dénonciation des Albanais n'est qu'une façade. Il se faufile dans l'immeuble, mené par des hallucinations auditives de Fisk qui le pousse à la violence, et finit par se heurter à l'agent Poindexter, qui garde la porte de la chambre. Les talents de l'agent ont également été remarqués par Fisk, qui veut en savoir plus sur lui. Enfilant son costume noir, Matt interroge Ben Donovan qui lui révèle qu'il n'agit que pour retrouver Vanessa. Dans sa fuite, Matt doit affronter six agents fédéraux. Donovan a reconnu le Daredevil et informe Fisk du retour de son ennemi.

### Épisode 4:Angle mort
- Royce Johnson (Brett Mahoney)
- Amy Rutberg (Marci Stahl)
- Kate Udall (Chef superviseur du FBI Tammy Hattley)
- Sunita Deshpande (Seema Nadeem)
- Richard Prioleau (Agent Doyle)
- Scotty Crowe (Agent Lim)
- Andrew Sensenig (Agent Winn)
- Malikha Mallette (Superviseur sur le terrain du FBI Tanya Mills)
- James Biberi (Vic Jusufi)
- Danny Garcia (Malik)
- Luke Robertson (Michael Kemp)

Pour trouver un moyen d'atteindre Fisk, Matt entre dans le pénitencier où était détenu le Caïd en se présentant comme Franklin Nelson et va voir un ancien client. Surveillé par d'autres détenus, il garde le silence et frappe Murdock qui est envoyé à l'infirmerie où un médecin parvient à lui injecter une petite dose de tranquillisants avant d'être assommé. Murdock comprend que Fisk a encore des alliés parmi les prisonniers et les gardiens, et une émeute est déclenchée. Murdock se fraie un chemin entre les détenus et les gardiens envoyés pour le tuer jusqu'à ce qu'il trouve le chef des Albanais. Celui-ci accepte de l'aider : il révèle que Fisk a payé l'homme qui l'a agressé en prison pour être libéré et que celui-ci, Jasper Evans, est également libre. Murdock arrive à rejoindre la sortie et perd connaissance dans son taxi.
Foggy révèle le retour de Matt à Karen, qui est furieuse. Il ne sait pas quoi faire pour se protéger maintenant que Fisk est dehors et sa fiancée a une idée : se présenter comme procureur face à Blake Tower et avoir le soutien de quelques policiers tout en étant un personnage public œuvrant contre Fisk. Karen continue son enquête et commence à relier le réseau de sociétés écrans de Fisk.
Poindexter est encore attaché à la protection de Fisk mais son témoignage est remis en question par les preuves matérielles et Nadeem lui confie qu'une enquête interne est ouverte. Cependant, Poindexter découvre que Fisk a menti et gardé pour lui que l'agent a abattu les Albanais sans sommation.

### Épisode 5:Le Match parfait
- Joe Jones (Felix Manning)
- David Anthony Buglione (Agent Johnson)
- Danny Johnson (Benjamin Donovan)
- Peter Halpin (Theo Nelson)
- Holly Cinnamon (Julie)
- Dennis T. Carnegie (Agent Fremont)
- Heidi Armbruster (Docteur Eileen Mercer)
- Venida Evans (Madame Callahan)
- Cameron Mann (Dex enfant)
- Ethel Fisher (Madame Wobschall)
- Gary Hilborn (Entraineur Bradley)
- Conor Profit (Dex adolescent)

Le taxi est sorti de l'eau vide. Fisk est déçu mais il connait les capacités de Murdock et décide d'en faire la cible du FBI. Il le dénonce donc comme un de ses contacts et Nadeem se charge de retrouver l'avocat. Il interroge Karen puis Foggy, qui ignorent où il est parti. Karen a tenté d'interroger Felix Manning, le fixer de Fisk, mais elle s'est retrouvée menacée par un homme qui connaissait tout de sa vie.
Fisk obtient également le dossier complet de l'agent Poindexter et découvre les détails de sa vie. Benjamin Poindexter a été abandonné enfant par ses parents et souffert profondément de cette disparition. Très jeune, il a découvert ses talents de viseur hors-pair, mais pour avoir été écarté d'un match de base-ball, il a lancé une balle vers un mur qui a rebondi vers la tempe de l'entraineur et l'a tué. La psychologue qui l'a suivi a diagnostiqué des tendances psychopathes et un trouble de la personnalité borderline, et l'a orienté pour lui permettre d'avoir une vie normale. Il a ainsi été dans un service de prévention au suicide mais s'amusait à manipuler les personnes en détresse pour les amener à tuer les causes de leur trouble ; c'est dans ce service qu'il a rencontré Julie, une femme qu'il suit depuis. Poindexter est surpris de voir Julie serveuse à l'hôtel où réside Fisk mais il finit par révéler malgré lui qu'il connait chaque détail de la vie de la jeune femme, qui prend la fuite.
Foggy et Karen se retrouvent, comprenant que Nadeem a des soupçons mais ignore que Murdock est le Daredevil. Karen panique depuis qu'elle sait que le FBI va reprendre l'enquête sur James Wesley et avoue à Foggy qu'elle l'a tué.

### Épisode 6:Le Diable que tu connais
- Geoffrey Cantor (Mitchell Ellison)
- Kate Udall (Chef superviseur du FBI Tammy Hattley)
- Joe Jones (Felix Manning)
- David Anthony Buglione (Agent Johnson)
- Stephen Rowe (Nicholas Lee)
- Sam Slater (Agent O'Connor)
- Andrew Sensenig (Agent Winn)
- Matt DeAngelis (Jasper Evans)
- Kimberli Alexis Flores (Agent Alvarez)
- Libby George (Madame Evans)
- Marcus Antturi (Elton Evans)

Matt entre dans l'appartement de Karen au matin et lui demande de retrouver Jasper Evans afin qu'il témoigne devant le FBI. Réticente à l'idée d'aider son ami miraculeusement revenu, elle accepte pour l'affaire et le retrouve dans une planque pour drogués. Matt l'y attendait et elle le force à témoigner aux bureaux du Bulletin. Foggy en informe Nadeem, qui croit au bluff mais accepte en apprenant qu'Evans a disparu de la prison. Après, Matt propose de se rendre au FBI, une idée déjà venue à l'idée de Foggy.
Poindexter est assailli par des pensées troubles. Le lendemain, il confronte Fisk, ayant compris qu'il a arrangé la rencontre entre Julie et lui à l'hôtel. Fisk lui offre son soutien et son aide, comprenant qu'il cache ses troubles. Peu après, Poindexter voit le titre du Bulletin : le FBI a officiellement ouvert une enquête contre lui, et il est suspendu le temps de savoir d'où vient la fuite. Chez lui, seul, le sentiment d'abandon reprend Poindexter qui pense au suicide et Fisk l'appelle, lui offrant une autre solution.

### Épisode 7:Répercussions
- Geoffrey Cantor (Mitchell Ellison)
- Amy Rutberg (Marci Stahl)
- Kate Udall (Chef superviseur du FBI Tammy Hattley)
- Sunita Deshpande (Seema Nadeem)
- Joe Jones (Felix Manning)
- Matt Gerald (Melvin Potter)
- David Anthony Buglione (Agent Johnson)
- Matthew McCurdy (Agent Wellers)
- Stephen Rowe (Nicholas Lee)
- Kelly McAndrew (Madame Shelby)
- Richard Prioleau (Agent Doyle)
- Noah Huq (Sami Nadeem)
- Lee Tergesen (Paxton Page)
- Bill Winkler (Directeur de la prison Riggle)
- Nandita Shenoy (Saanvi Nadeem)
- Antu Yacob (Carla)
- Karina Casiano (Betsy Beatty)

L'attaque du Bulletin a fait trois morts. Nadeem a beaucoup de questions et Karen et Foggy peinent à le convaincre que l'homme en costume rouge n'était pas le Daredevil. Depuis une pièce secrète cachée dans son appartement, Fisk surveille les retombées de l'attaque dans les médias et au sein du FBI. Matt qui a réussi à rejoindre son église malgré ses blessures, est furieux de s'être encore fait devancer, et sœur Maggie le calme en lui rappelant que l'imposteur avait un costume sur mesure.
Karen est la seule à avoir été épargnée par le faux Daredevil, et cela lui vaut l'animosité de l'entourage des survivants. Quand Nadeem puis Ellison lui demandent pourquoi, elle se retrouve à admettre qu'elle connait l'identité du Démon de Hell's Kitchen mais ne peut la révéler. Foggy retrouve Marci, encore chamboulé d'avoir survécu. Après avoir couché avec sa fiancée, emporté par sa survie, il se ressaisit et tombe sur un dossier dans la mallette de Marci. Peu à peu, il commence à comprendre le plan de Fisk.
Nadeem interroge le gardien de la prison où devait se trouver Jasper Evans, mais il garde le silence. L'agent comprend que Fisk se joue de lui mais s'il devait tomber, tous les criminels arrêtés grâce aux dénonciations de Fisk pourraient être libérés.

### Épisode 8:En haut / en bas
- Joe Jones (Felix Manning)
- Matthew McCurdy (Agent Wellers)
- Scotty Crowe (Agent Lim)
- Holly Cinnamon (Julie)
- Angel Rosa (Agent Corbin)
- Brett Eidman (Mikey)
- Francis Benhamou (Andrea Morales)
- Bill Buell (Monsieur Gerlach)
- David Walcott (Richie)

Avec les révélations de Matt, Nadeem cherche qui parmi les agents du FBI qui pourrait avoir enfilé le costume du Daredevil et identifie vite Poindexter, toujours suspendu. Fisk surveille son agent et quand il le surprend à vouloir nouer une relation sérieuse avec Julie, il la fait tuer. Foggy croit avoir compris le plan de Fisk avec le dossier de Marci : en livrant les criminels bien choisis, il s'assure d'éliminer la concurrence et de retrouver la tête du réseau du crime de la ville avec la protection du FBI. Cependant, il a l'idée de le faire tomber en révélant ce plan lors d'un gala de soutien donné par Blake Tower et compte sur Karen pour le seconder par un article sur ces affirmations publiques.
Nadeem accepte d'aider le Daredevil à démasquer Poindexter : il arrange un rendez-vous pour Poindexter avec une avocate pour l'éloigner de son appartement et le fouiller. Cependant, ils ne trouvent que des traces du passage du costume et les cassettes des sessions avec sa psychologue quand il était enfant. Daredevil emporte quelques cassettes avant d'être surpris par Poindexter, qui blesse Nadeem.
Lors de la soirée, Foggy n'est pas rejoint par Karen. Il commence à lancer ses accusations seul avant de réaliser que Karen est partie confronter Fisk directement. La discussion est tendue et chacun cherche à pousser l'autre à bout : Karen révèle qu'elle sait que Fisk a tué son père enfant, il répond qu'il sait que Karen connait la double identité de Matt Murdock, mais elle le pousse à bout en avouant le meurtre de James Wesley. Fisk explose de colère mais Foggy a alerté le FBI à temps pour qu'elle reste indemne.

### Épisode 9:Révélations
- Peter McRobbie (Père Paul Lantom)
- Amy Rutberg (Marci Stahl)
- Kate Udall (Chef superviseur du FBI Tammy Hattley)
- Sunita Deshpande (Seema Nadeem)
- David Anthony Buglione (Agent Johnson)
- Joe Jones (Felix Manning)
- Don Castro (Agent Arinori)
- Matthew McCurdy (Agent Wellers)
- Kelly McAndrew (Madame Shelby)
- Richard Prioleau (Agent Doyle)
- Noah Huq (Sami Nadeem)
- Peter Halpin (Theo Nelson)
- Andrew Sensenig (Agent Winn)
- Sam Slater (Agent O'Connor)
- Michael Mulheren (en) (Edward Nelson)
- John Francis McNamara (Oncle Timmy Nelson)
- Deirdre O'Connell (Anna Nelson)
- Andy Lucien (Agent Ramsey)
- John Patrick Hayden (Jack Murdock)
- Kimberli Alexis Flores (Agent Alvarez)
- Ezra Knight (John Hammer)
- Anne Carney (Tante Jeanie Nelson)
- John Nania (Agent Markham)
- Annabella Sciorra (Rosalie Carbone)
- Stephen Axelrod (Latimer Zyl)
- Ned Van Zandt (Everett Starr)
- Cori Dioquino (Sophia Carter)
- Kelsey Schmitt (Allison Hattley)

Nadeem est prêt à se dénoncer aux affaires internes du FBI mais sa supérieure, Tammy Hattley, abat l'agent venu l'interroger. Nadeem découvre alors que Fisk a tout planifié depuis des mois et tient désormais une dizaine d'agents du FBI. Poindexter est réintégré et ensemble, ils arrêtent discrètement cinq chefs mafieux.
Matt confronte une dernière fois le père Lantom sur sœur Maggie avant de quitter l'orphelinat pour se réfugier dans la salle de boxe où son père combattait. Quand elle l'apprend, Maggie est effondrée. Karen cherche à contacter Matt avant de quitter la ville et Maggie lui propose un refuge. Elle se laisse aller à des confidences : plus jeune, elle a rencontré Jack Murdock alors qu'elle n'avait pas prononcé ses vœux, est tombée enceinte mais dans sa dépression post-partum, elle a cru avoir trahi sa promesse envers Dieu pour finalement ne jamais trouver le courage d'avouer la vérité à Matt.
Le discours de Foggy contre Blake Tower fait sensation dans la ville et la police. Cependant, son frère lui révèle que Manning l'a approché après une mauvaise passe, orchestrée dans l'ombre par Fisk, et que lui et ses parents pourraient finir en prison si Foggy ne fait pas d'excuses publiques.

### Épisode 10:Karen
Quelques années plus tôt, Karen était coincée dans sa ville natale du Vermont, repoussant son départ à l'université de Georgetown pour rester auprès de son père et de son frère, incapables de maintenir à flot le restaurant familial depuis le décès de sa mère d'un cancer. Sa seule échappatoire consiste à vivre de vente de drogues à des étudiants avec Todd, son petit-ami dealer. Un jour, elle apprend que son frère Kevin s'est assuré qu'elle quitte la ville ; son père est fier mais elle lui rappelle qu'elle est la seule capable de faire tourner le commerce familial et finit par partir en colère rejoindre Todd. Ils boivent et se droguent ensemble avant de surprendre Kevin incendier la caravane de Todd. Le dealer commence à le battre à mort jusqu'à ce que Karen le menace d'une arme et parte avec son frère blessé. Sur la route, ils ont un accident et Kevin meurt. Le lendemain, le capitaine de police décide de cacher la présence de Karen au volant mais son père la chasse du domicile familial.

### Épisode 11:Retrouvailles
Matt et Karen sont toujours dans l'église et Poindexter force Nadeem à prendre le contrôle de la scène de crime au nom du FBI. Grâce à Maggie qui comprend vite les enjeux en reconnaissant Poindexter comme le Daredevil en rouge, elle gagne du temps et permet à Matt et Karen de rester cachés. Le département de la Justice libère Fisk officiellement et dans son premier discours public, le Caïd désigne Daredevil comme ennemi public no 1. Avant que Vanessa ne le rejoigne, il ne lui reste qu'un point à régler dans son plan : récupérer la toile que sa fiancée lui avait offerte et depuis rendue à Esther Falb, sa propriétaire légale. En apprenant que la famille Falb s'est faite voler la toile par les Nazis en 1943, Fisk accepte de lui laisser.

### Épisode 12:Dernière chance
Vanessa revient à New York et retrouve Fisk, qui l'accueille dans l'appartement richement décoré. Mais après son séjour forcé en Espagne, Vanessa veut prendre part à la vie criminelle de son fiancé. Poindexter ramène la toile laissée à Esther Falb dans l'appartement et Vanessa remarque les traces de sang sur le cadre.

### Épisode 13:Une nouvelle serviette
Annabella Sciorra (Rosalie Carbone)
Matt renfile le costume de Daredevil et prépare un nouvel assaut sur l'hôtel de Fisk pour le tuer. En enlevant Felix Manning, il apprend que Fisk et Vanessa vont se marier le soir même, que Vanessa a ordonné la mort de Nadeem et que Fisk a fait tuer Julie. Foggy est appelé par le FBI pour retrouver Seema Nadeem, qui affirme vouloir coopérer mais suit en secret le dernier plan de son mari. Nadeem a en effet enregistré par téléphone une déclaration ante-mortem où il confesse tous les crimes du FBI commis sur ordre de Fisk ; selon Foggy, légalement, cela pourrait détruire Fisk, et Karen se charge de la faire diffuser massivement. Matt révèle la mort de Julie à Poindexter pour provoquer sa colère et le retourner contre Fisk.
Fisk et Vanessa célèbrent leur union avec de nombreux invités, qui commencent à voir la confession de Nadeem et fuir jusqu'à ce que Poindexter, en tenue de Daredevil rouge, arrive et s'en prenne aux jeunes mariés. Matt arrive également et essaie de limiter le nombre de morts. Le combat se termine dans l'appartement particulier de Fisk, où les trois hommes s'affrontent tour à tour. Poindexter finit la colonne vertébrale brisée par Fisk sur un mur et Matt prend le dessus sur Fisk. Devant Vanessa, il choisit de l'épargner et lui fait promettre de ne rien tenter ou il dénoncera Vanessa pour la mort de Nadeem. Fisk retourne donc en prison, laissant Foggy et Karen saufs.